# Митропа куп 1978.
Митропа куп 1978 је тридесетседма годишњица организовања Митропа купа.
Учествовале су екипе из Аустрије, Италије, Мађарске, Чехословачке и СФР Југославије.
Екипе су биле подељене у две групе. У групама је играо свако са сваким по две утакмице. У финалу се играла једна утакмица, коју су играли победници група.

## Резултати

### Група А
| Клуб                 | Држава                                           | Резултати | Држава  | Клуб                |
| -------------------- | ------------------------------------------------ | --------- | ------- | ------------------- |
| ФК Партизан, Београд | Социјалистичка Федеративна Република Југославија | 1-2, 4-0  | Италија | Перуђа Калчо,       |
| ФК Партизан Београд  | Социјалистичка Федеративна Република Југославија | 5-1, 4-1  | Чешка   | Збројовка Брно Брно |
| Перуђа Калчо, Перуђа | Италија                                          | 0-0, 1-0  | Чешка   | Збројовка Брно Брно |

### Табела групе А
| Плас. | Тим                 | ИГ | Д | Н | ИЗ | ГД | ГП | Бод |
| ----- | ------------------- | -- | - | - | -- | -- | -- | --- |
| 1     | ФК Партизан Београд | 4  | 3 | 0 | 1  | 14 | 4  | 6   |
| 2     | Перуђа Калчо Перуђа | 4  | 2 | 1 | 1  | 3  | 5  | 5   |
| 3     | Збројовка Брно Брно | 4  | 0 | 1 | 3  | 2  | 10 | 1   |

ИГ = Играо утакмица; Д = Добио; Н = Нерешио; ИЗ = Изгубио; ГД = Голова дао; ГП = Голова примио;Бод = Бодови

### Група Б
| Клуб                  | Држава   | Резултати | Држава                                           | Клуб                   |
| --------------------- | -------- | --------- | ------------------------------------------------ | ---------------------- |
| ФК Хонвед, Будимпешта | Мађарска | 6-0, 1-2  | Социјалистичка Федеративна Република Југославија | ФК Војводина, Нови Сад |
| ФК Рапид Беч одустао  |          |           |                                                  |                        |

### Табела групе Б
| Плас. | Тим                   | ИГ | Д | Н | ИЗ | ГД | ГП | Бод |
| ----- | --------------------- | -- | - | - | -- | -- | -- | --- |
| 1     | ФК Хонвед Будимпешта  | 2  | 1 | 0 | 1  | 7  | 2  | 2   |
| 2     | ФК Војводина Нови Сад | 2  | 1 | 0 | 1  | 2  | 7  | 2   |
| 3     | ФК Рапид Беч          | 0  | 0 | 0 | 0  | 0  | 0  | 0   |

### Финале
| Клуб                 | Држава                                           | Резултат | Држава   | Клуб                  |
| -------------------- | ------------------------------------------------ | -------- | -------- | --------------------- |
| ФК Партизан, Београд | Социјалистичка Федеративна Република Југославија | 1-0      | Мађарска | ФК Хонвед, Будимпешта |